# Campanha de Humaitá
A Campanha de Humaitá ou Campanha do Quadrilátero refere-se à terceira fase da Guerra do Paraguai que durou de 16 de abril de 1866 a 5 de agosto 1868, considerada a mais longa e sangrenta do conflito.
Depois do sucesso paraguaio na invasão ao Mato Grosso e o fracasso na invasão a Correntes e Rio Grande, as tropas da Tríplice Aliança – Argentina, Brasil e Uruguai – invadiram o sul do Paraguai. Logo no início da invasão do território paraguaio, os aliados encontraram um complexo defensivo composto por quatro fortificações – o chamado "cuadrilátero", que obstruía o caminho para Assunção tanto por terra como pelo Rio Paraguai. Uma série de batalhas custaram um enorme número de baixas em ambos os lados, parando por completo as operações após a Batalha de Curupaiti. As maiores baixas foram causada pelas doenças, péssimas condições sanitárias e alimentares.
As operações estiveram interrompidas de setembro de 1866 até julho de 1867, quando foram reiniciadas com uma ofensiva aliada. Em meados do ano seguinte, no entanto, produziu-se poucos avanços até que as fortificações fossem superadas pela esquadra brasileira. Dada esta novidade, as forças paraguaias instalaram uma nova linha defensiva, mais próxima de Assunção, abandonando o “Cuadrilátero”, em definitivo. A campanha resultou num custoso, mas absoluto sucesso para a Tríplice Aliança.

## Antecedentes
A Guerra do Paraguai foi causada pela agressão do Paraguai ao Império do Brasil e à Argentina, em resposta pela participação de ambos países na guerra civil no Uruguai, que alterava o equilíbrio estratégico no Cone Sul.
Até então, o Paraguai tinha conseguido com grandes esforços sustentar seu sistema autônomo de governo que sustentava um crescimento e um desenvolvimento econômico independente, que se apoiava num protecionismo muito acentuado. Também tinha conseguido sustentar suas pretensões a territórios próximos, que lhe eram disputados pelo Brasil e a Argentina. Do ponto de vista paraguaio, a quebra desse equilíbrio punha em perigo sua autonomia econômica e dificultava seus esforços de evitar que os territórios em conflito fossem anexados por seus vizinhos poderosos.
A guerra estourou quando chegou a Assunção a notícia de que tropas brasileiras tinham invadido o Uruguai, ignorando o ultimato paraguaio para que não o fizessem. Tropas paraguaias invadiram a Província de Mato Grosso, no oeste do Brasil, isolada do resto do Império. A campanha foi rápida, e em dois meses a maior parte desse território tinha sido ocupada por forças paraguaias.
A seguir, Solano López pediu ao presidente argentino Bartolomé Mitre autorização para cruzar território argentino, para atacar ao Brasil. Diante da negativa argentina, López declarou a guerra à Argentina em 19 de março, e iniciou a invasão à província de Correntes, e dali avançou para o sul do Brasil.
Ao chegar a notícia da invasão, assinou-se em Buenos Aires o Tratado da Tríplice Aliança entre a República Argentina, o Império do Brasil e o Estado Oriental do Uruguai.
Em suas primeiras etapas, a campanha teve êxito, mas logo acumularam-se as derrotas: em 11 de junho a frota paraguaia foi destruída na Batalha do Riachuelo, em 17 de agosto as forças que ocupavam o este da Província de Corrientes foram derrotadas na Batalha de Jatay, e as que tinham invadido Brasil se renderam o 18 de setembro, depois do longo Cerco de Uruguaiana.
O resto do exército paraguaio retirou-se de volta para seu território. O exército aliado concentrou-se na cidade de Corrientes, onde foi hostilizado por pequenas incursões paraguaias, que – apesar de terem uma vitória na Batalha de Pehuajó – não conseguiram impedir a organização da invasão ao Paraguai.

## A invasão
Antes de iniciar a invasão, a esquadra de guerra brasileira, apoiada apenas parcialmente pela Armada Argentina, explorou a costa inimiga a curta distância do ponto denominado "Três Bocas", isto é, a confluência do rio Paraguai com o Paraná. O almirante Joaquim de Tamandaré manteve uma atitude muito prudente, assegurando-se unicamente a possibilidade de desembarque, sem aventurar-se por rios desconhecidos, especialmente o Paraná.
No início de abril, as forças brasileiras ocuparam uma pequena ilha em frente à Fortaleza de Itapirú, de onde podiam bombardear o forte, já que estava justamente a uma distância em que os canhões paraguaios, de qualidade inferior, não atingiam. Por essa razão, em 10 de abril, uma divisão paraguaia transladada por meio de canoas tentou recuperar a posse da ilha. A resposta brasileira no Combate da Ilha de Itapirú (Ilha de Redenção) foi uma ampla vitória. O comandante brasileiro, coronel João Carlos Villagran Cabrita, imprudentemente subiu em um bote no lado norte da ilha, onde redigia o relatório da vitória quando foi atingido por um estilhaço de artilharia, morrendo instantaneamente. A ilha foi chamada de Cabrita desde então.
Em 16 de abril de 1866, um exército aliado de 42 200 homens começou a cruzar o rio Paraná, ingressando em território paraguaio.[carece de fontes?] A força compunha-se de 29 000 brasileiros, 11 000 argentinos e pouco mais de 2 000 uruguaios. Desse total, uns 20 000 eram soldados da cavalaria, mas cerca de um quinto deles estavam desmontados.

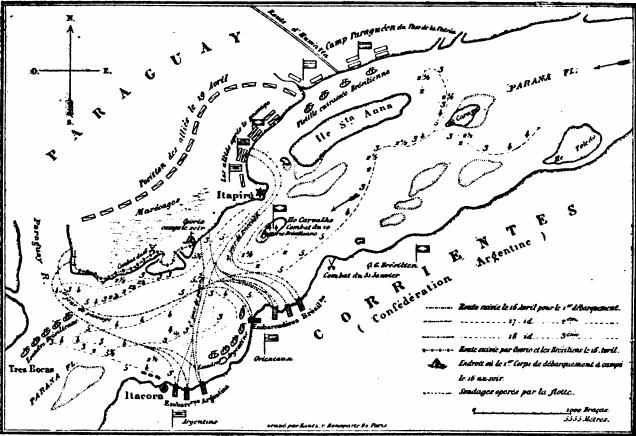
Mapa que indica a posição da esquadra dos aliados e a marcha da coluna de General Osório (dias 16, 17 e 18 de abril 1866).

O lugar escolhido para o primeiro desembarque foi uma costa do rio Paraguai, a menos de 1000 metros de sua desembocadura no Paraná. Embora López tivesse preparado suas forças para um possível desembarque aliado próximo, o ponto escolhido pelos atacantes estava relativamente vazio. O primeiro homem a desembarcar foi o general brasileiro Manuel Luis Osório, comandante das forças do Império, acompanhado por uma escolta pequena. Ao longo da guerra, Osório destacar-se-ia por sua ousadia e valentia pessoais, encabeçando os ataques frontais.
No dia 18, as forças aliadas tomaram a Fortaleza de Itapirú na margem direita do rio Paraná, reduzida a escombros pelos canhões da frota brasileira.
Mitre avançou em linha reta para o centro do complexo defensivo organizado por López, localizado na Fortaleza de Humaitá, que impedia a passagem de navios pelo rio Paraguai. Ao fazê-lo expôs imprudentemente suas tropas, mas López cometeu um erro maior: ao invés de esperar os invasores em suas linhas defensivas, as forças paraguaias atacaram às aliadas na batalha de Estero Bellaco. As forças enviadas para interceptar o avanço invasor em Estero Bellaco tinham ordens de limitar-se a causar o dano que pudessem e se retirar. Mas, vendo-se vencedoras, continuaram seu avanço, o que deu tempo à reação das tropas argentinas, que as derrotaram. Não obstante, os paraguaios conseguiram que o avanço se detivesse no "potrero" de Tuiutí, onde as forças invasoras se limitaram a esperar ser atacadas para então se defenderem.

## O campo de batalha
Da desembocadura do rio Paraguai, no Paraná até Humaitá são cerca de 30 km. A faixa de terra correspondente a esse trecho, com um comprimento máximo de 20 km, seria o campo de batalha durante 2 anos e 4 meses. Com exceção de alguns combates de menor importância no Mato Grosso, todas as batalhas do período ocorreram nesse estreito território. Trata-se de um terreno pantanoso, onde cruzam dois esteros que correm de oeste a leste, e que eram impossíveis de cruzar exceto por algumas poucas passagens: ao sul, o Estero Bellaco, que por sua vez se divide em dois braços, Estero Bellaco Sul e Estero Bellaco Norte. Ao norte está o Estero Rojas. Entre os esteros encontram-se áreas relativamente secas, conhecidas como “potreros”, os mais importantes eram o Potrero Obella, muito extenso, ao norte, e o Potrero Tuyutí, que seria o terreno escolhido por Mitre para acampar suas tropas. Outros “potreros” de menor importância foram acampamentos menores dos paraguaios, como Yataytí Corá e Passo Pucú.
Além de umas poucas exceções, todo o terreno era inundado, e estava coberto por faixas de selva impenetrável, especialmente por canaviais e juncales. A selva era um lugar apropriado para que os soldados paraguaios pudessem se esconder em emboscada, em especial a frente dos invasores que desconheciam o terreno.
As primeiras linhas defensivas paraguaias localizadas no sul eram formidáveis, e estavam concentradas numa série de fortificações, entre as quais as mais importantes eram as fortalezas de Curupaiti, Humaitá, na margem esquerda do rio Paraguai, e o Forte Timbó, do outro lado do rio, na atual província do Chaco. Os três fortes tinham abundante artilharia defensiva e baterias no rio, para impedir que navios inimigos cruzassem por eles. A Fortaleza de Humaitá era a mais poderosa, e estava localizada em altas ravinas, em frente a uma curva muito pronunciada do rio, que obrigava os navios a passar lenta e cuidadosamente sob fogo inimigo. Além disso, o rio foi atravessado por uma corrente tripla de ferro muito grossa, sustentada por uma fileira de pequenos barcos, o que forçaria os navios inimigos a parar sob fogo inimigo por horas antes de quebrarem as correntes. As peças de artilharia e os arsenais estavam localizados abaixo dos aterros, de modo que não podiam ser alcançados pela artilharia inimiga.
Para as fortalezas costeiras foram acrescentados dois fortes importantes, os de Curuzú, no litoral, e Tuyú Cué, um pouco mais distante. Havia também longas filas de trincheiras à distância de cada uma dessas fortificações, parcialmente escondidas pela vegetação, o que tornava as operações difíceis.
As operações militares correspondentes a esta longa fase da guerra ocorreram, sem exceção, dentro desta pequena área de não mais de 500 quilômetros quadrados.

## Batalha de Tuiuti e outras

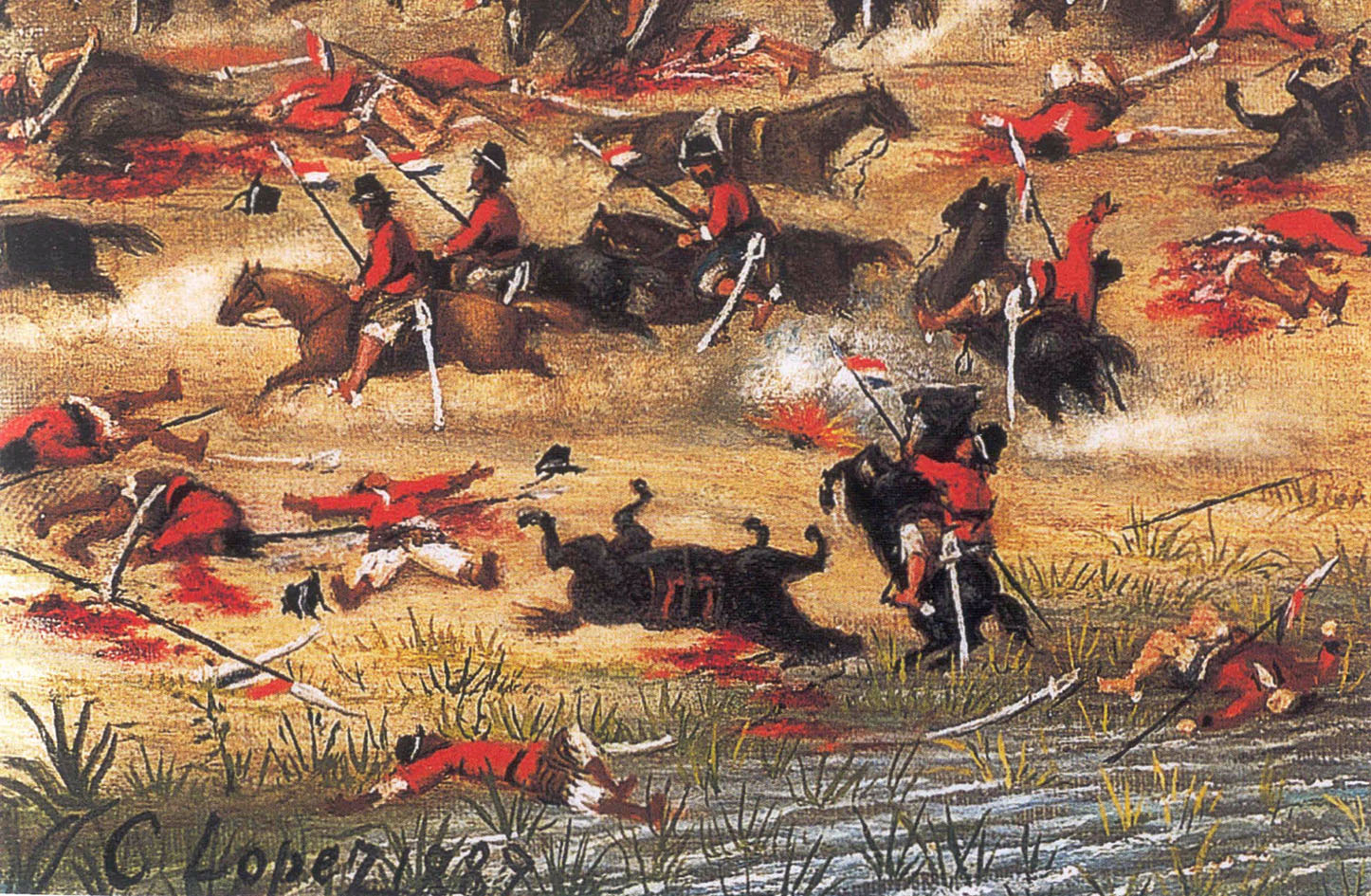
Detalhe da Batalha de Tuiuti, por Cándido López (1889).

Em 24 de maio de 1866 ocorreu a Batalha de Tuiuti: Antes da instalação do exército aliado em Potrero de Tuyuti, Lopez respondeu com um ataque combinado com a maioria de suas tropas disponíveis, divididos em quatro colunas. O plano poderia ter tido êxito em termos de superioridade numérica, mas o comandante paraguaio destinou para a operação pouco mais de metade das forças aliadas que as enfrentaram. Enquanto na primeira - devido surpresa do ataque- a operação teve êxito, uma das colunas levou muito tempo para se juntar ao ataque, dando tempo para as forças aliadas contra-atacar, obtendo êxito graças ao seu armamento superior. Devido à tenacidade dos paraguaios, que se recusaram a retroceder, mesmo quando ficou claro que eles estavam sendo derrotados, a batalha resultou em um massacre de cerca de 6 000 soldados paraguaios, formado pelos melhores e mais veteranos soldados e oficiais do exército de Lopez. Foi a batalha mais sangrenta da história de América do Sul.
Apesar da grande vitória obtida, o general Mitre continuou se limitando a esperar, o que deu a Lopez tempo para reunir novos contingentes de soldados. No entanto, os novos recrutas eram em sua maioria adolescentes e idosos, que não substituíam em quantidade ou qualidade as perdas sofridas.
Meses depois, no mesmo lugar ocorreu a batalha de Boquerón e as de Yataytí Corá, Sauce e Palmar.

## De Curuzú a Curupaiti

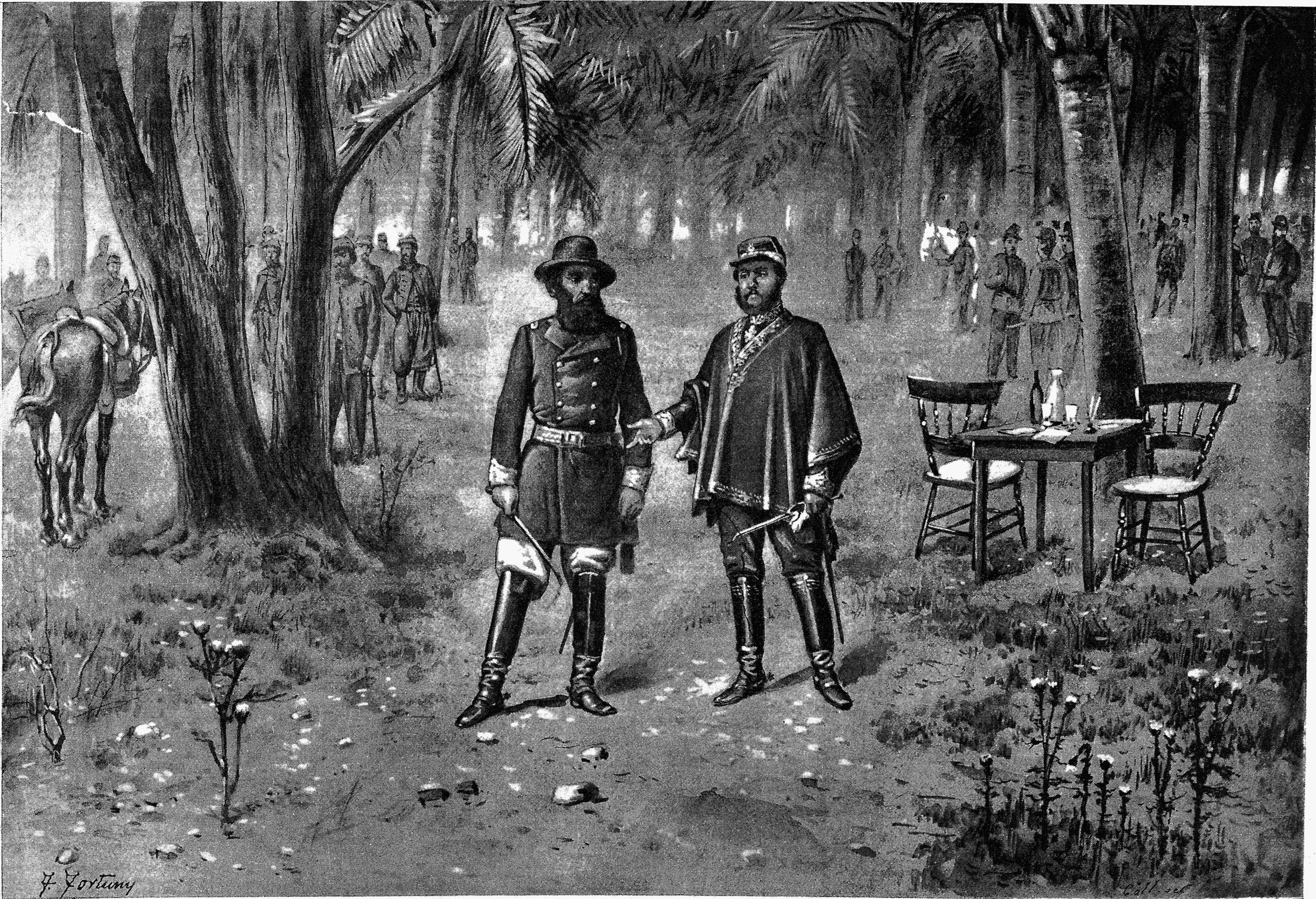
O encontro de Yatayti-Corá, em 12 de setembro de 1866.

As forças brasileiras entraram na ofensiva sem participação argentina ou uruguaia, desembarcando perto do Forte de Curuzú, que foi capturado em 3 de setembro de 1866.
Em 12 de setembro de 1866, o marechal Lopez encontrou-se com o general Mitre em Yatayty Corá em busca de um compromisso pacífico, mas o encontro foi infrutífero devido à absoluta oposição do Brasil em fazer a paz com o Paraguai sem uma rendição incondicional. Mitre, com o uruguaio Flores se comprometeram com o Brasil pelo Tratado Secreto da Tríplice Aliança, assinado em 1º de maio de 1865, em não assinar separadamente qualquer tratado com o Paraguai. No entanto, sabe-se que cópias desse "tratado secreto" já circulavam na Europa naquela época.
Depois do fracasso das negociações, Mitre decidiu fazer o mesmo que em Curuzú e atacar o Forte de Curupati. O mau tempo deu aos paraguaios a oportunidade de reforçar as defesas, e obrigou os  atacantes a combater através de esteros inundados. A poderosa frota brasileira sob o comando do marquês de Tamandaré comprometeu-se a bombardear as fortificações no Rio Paraguai, porém o bombardeio foi ineficaz.
Em 22 de setembro de 1866, ocorreu a Batalha de Curupaiti, na qual o ataque das tropas aliadas - principalmente argentinos - foi completamente frustrado pelas tropas paraguaias comandadas por José Eduvigis Díaz. As tropas argentinas e brasileiras, acreditando que haviam desmantelou a artilharia paraguaia, avançaram resoluta e quase despreparada através do campo, sendo praticamente varridas pela mesma artilharia que consideravam desmembrada. As baixas argentinas foram 983 mortos e 2 002 feridos; os brasileiros, 408 mortos e 1 338 feridos. Por sua vez, os paraguaios tiveram 92 baixas ao todo.

## Estagnação

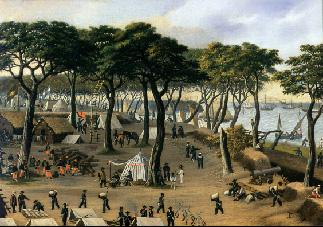
Exército brasileiro no acampamento de Curuzú, 20 de setembro de 1866, por Cándido López.

A derrota em Curupaiti parou as operações dos aliados por muitos meses, mais por parte dos argentinos do que das forças do Brasil.[carece de fontes?] O general Flores voltou ao Uruguai, deixando apenas 700 soldados uruguaios comandados pelo general Gregorio Suárez, que logo foi substituído por Enrique Castro.
Os generais brasileiros discutiram entre si e todos culparam Mitre pela derrota. Eles pediram ao Imperador que exigisse a saída de Mitre do comando, o que ele se recusou a fazer. Em dezembro, devido à Revolução dos Colorados, mudou-se para Rosario, mas voltou pouco depois. Uma tentativa de paz, mediada pelos embaixadores dos Estados Unidos em Assunção e Buenos Aires, fracassou por causa da negativa de López e Pedro II.
Em março de 1867, sem a campanha ter sido reiniciada, uma epidemia de cólera foi desencadeada, trazida por soldados brasileiros. Ceifou a vida de 4 000 soldados brasileiros e se espalhou pelas cidades e campos da Argentina e do Paraguai. O exército argentino também sofreu muitas baixas, incluindo oficiais notáveis como o general Cesareo Dominguez. A população civil paraguaia, que até então não sofreu danos diretos da guerra, foi terrivelmente afetada pela peste.
Nos primeiros meses do mesmo ano, as forças brasileiras tentaram invadir o território paraguaio através do Mato Grosso, que só havia sido parcialmente reconquistado. As epidemias e a ação efetiva da cavalaria paraguaia fizeram a tentativa fracassar. A cidade de Corumbá foi reconquistada, mas abandonada alguns dias depois, ante a uma epidemia de varíola.

## Captura de Tuyú Cué e Curupaiti
No final de julho, finalmente, as tropas brasileiras sob Caxias deixaram Tuiutíe marcharam em direção de Tuyú Cué, que foi capturado sem luta no último dia daquele mês. Até o final de outubro, houve seis outras batalhas menores.
Enquanto Mitre assumiu o comando novamente, um esquadra brasileiro forçou a passagem de Curupaiti, mas ficaram presos entre esta fortaleza e a fortaleza de Humaitá por seis meses, forçando a construção de uma linha ferroviária ao longo do Chaco para abastecê-los.
Em 3 de agosto, Mitre envia o general Castro para missão de reconhecimento a leste e ao norte de Humaitá. Ele conseguiu cortar as comunicações telegráficas de Lopez em vários pontos, e obteve conhecimento da rota para Tahy e um lugar que ele chamava, impropriamente, Reducto Cierva. Esta última era uma fazenda, depósito de gado para os paraguaios, e estava localizada em Laguna Cierva, não no rio Paraguai, como Castro acreditava. Apesar da imprecisão de alguns de seus relatos, outros dados obtidos foram fundamentais: o enorme número de fortificações construídas por Lopez ao sul e sudeste de Humaitá, o chamado "Quadrilatero", provavelmente não seria atacado sem graves perdas.
Não obstante, as forças brasileiras conseguiram tomar Tahy em 2 de novembro, isolando Humaitá por terra.
Em 3 de novembro, ocorreu a segunda batalha de Tuiutí, onde novamente os paraguaios foram derrotados, mas os mesmo conseguiram repor e capturar alguns canhões.
Em 2 de janeiro de 1868, o vice-presidente Marcos Paz, vítima de cólera, morreu em Buenos Aires, e Mitre finalmente deixou o front. O comando supremo ficou nas mãos de Caxias, que conseguiu executar sua estratégia sem problemas.

## Captura de Humaitá

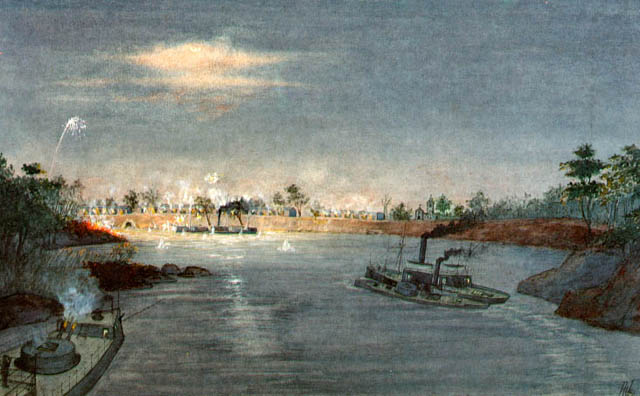
O Bahia atravessando a linha de correntes no Passo de Humaitá, seguido pelo Tamandaré e o Pará (Aquarela do almirante Trajano Augusto de Carvalho).

Em janeiro de 1868, as armas dos navios brasileiros causaram - a grande distância - sérios danos às correntes que cruzavam o rio em frente a Humaitá. Dois dos barcos que os seguravam foram afundados, então a corrente estava parcialmente submersa. No início de fevereiro, com o grande aumento no nível do rio, as correntes estavam completamente submersas.
Foi oportuno que a Marinha do Brasil esperasse há alguns anos, e que tenha sido incorporada a três monitores, navios pequenos e totalmente armados, ideia ou tipo de manobras para obrigava a posição de Humaitá. Ou 19 de fevereiro, depois de um duro intercâmbio de artilharia, alguns navios brasileiros puderam atravessar a adiante do forte de Humaitá, e três dias depois dois deles bombardearam brevemente Assunção, cidade que foi evacuada.
As fortalezas haviam perdido a razão de ser: Curupaytí foi evacuado por seus defensores e López evacuou Humaitá pelo Chaco, estabelecendo-se em San Fernando, um pouco ao norte do rio Tebicuary.

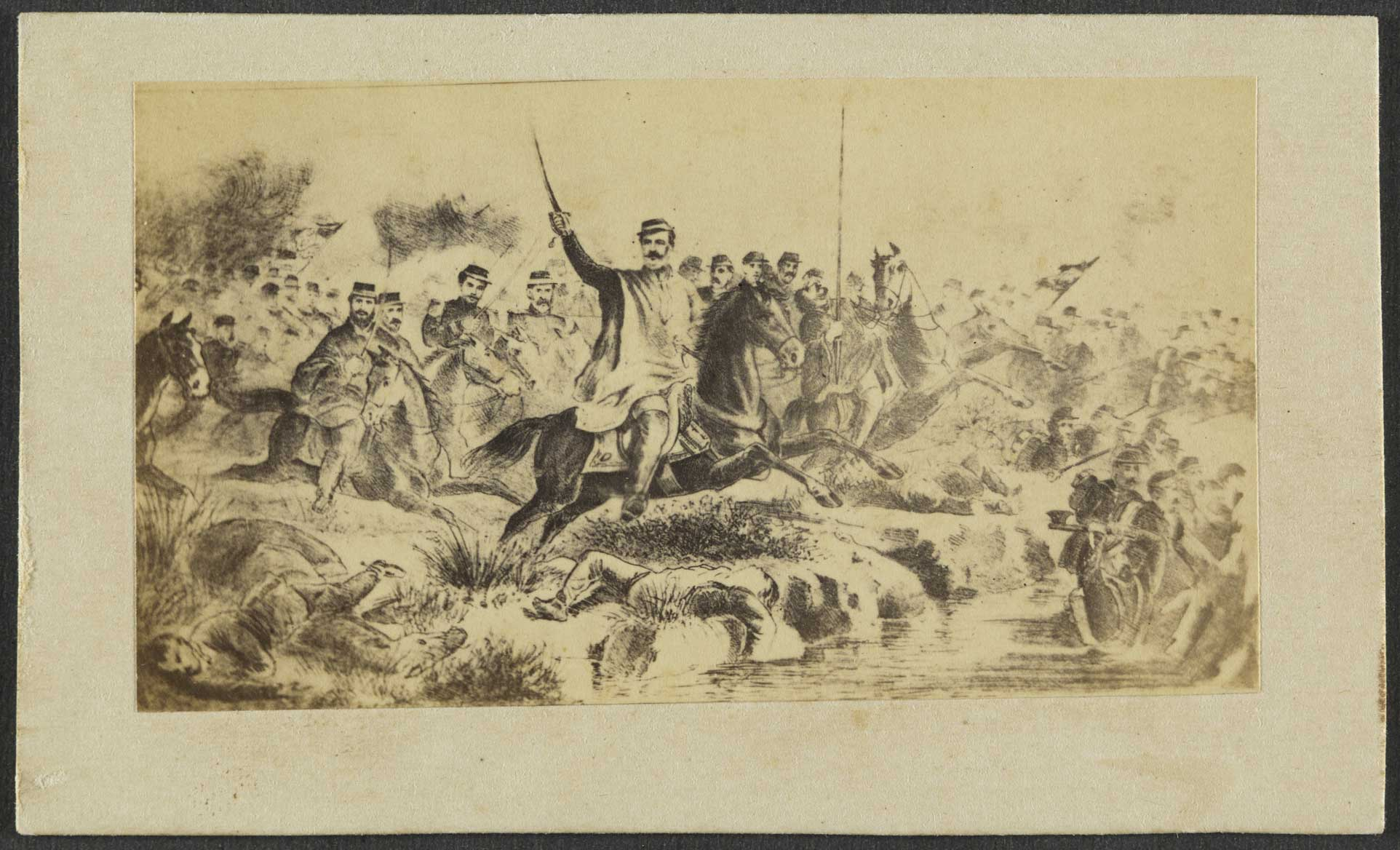
Reconhecimento de Humaitá pelo general Osório o 16 de julho de 1868.

O Forte do Humaitá era defendido apenas por 3 000 homens; Caxias enviou a divisão comandada pelo general Manuel Luis Osório para conquistá-lo, mas esta foram derrotados em 16 de julho com mais de mil baixas, contra menos de cem mortes paraguaias. Dois dias depois, as tropas do coronel argentino Miguel Martinez de Hoz foram emboscadas pelos paraguaios em Acayuazá, morrendo seu comandante e 64 de seus homens.
Em 24 de julho, a guarnição de Humaitá - cerca de 3 000 homens - foi evacuada por seus defensores através de canoas. No entanto, apenas cerca de mil homens conseguiram chegar ao território ordenado pelo Presidente López. Cerca de 1 300 foram feitos prisioneiros em 5 de agosto e os demais morreram pela artilharia naval brasileira.
A campanha de Humaitá tinha durado quase três anos, desde outubro de 1865.

## Campanhas do Piquissiri e da Cordilheira

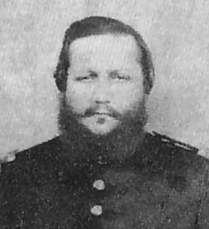
Última foto do marechal Francisco Solano López, tirada semanas dantes de sua morte.

Devido ao avanço naval brasileiro, o Presidente Lopez retirou-se para defender a linha do rio Tebicuary, instalando uma frente defensiva muito mais próxima de Assunção, no arroio Piquissiri. O avanço ao longo do rio Paraguai foi impedido por um novo núcleo de baterias costeiras em Angostura. As tropas brasileiras se esquivaram das defesas de Angostura pelo Chaco e atacaram as posições inimigas pela retaguarda. O exército paraguaio foi derrotado e López evacuou Assunção, que foi ocupada e saqueada em janeiro de 1869. Os brasileiros instalaram um governo fantoche na capital, enquanto López recuou progressivamente para o interior.
A medida que recuava para o interior, o exército paraguaio foi destruído e nos lugares dos mortos apresentaram-se crianças e idosos. 
Por sua vez, Lopez, prisioneiro de seus pensamentos paranoicos, executou cerca de 400 pessoas por achar que as mesmas conspiravam contra ele, inclusive seus dois irmãos.
Finalmente, López foi atingido e morto pelas tropas brasileiras em 1 de março de 1870 no Batalha de Cerro Corá, no extremo nordeste do país.

## Consequências
No final da guerra, o Brasil obteve todos os territórios que pretendia e a Argentina incorporou os territórios disputados que hoje correspondem às províncias de Missões e Formosa.
O resultado mais grave desta guerra foi a perda da maioria da população paraguaia, que foi reduzida a cerca de 116 000 sobreviventes - a grande maioria deles mulheres, crianças e idosos - de mais de 300 000 havia antes da guerra; os números que os historiadores paraguaios supõem geralmente são muito mais altos em termos de população inicial.[carece de fontes?] Os aliados tiveram também um número muito alto de baixas em campanha, com mais de 100 000 mortos brasileiros e por volta de 10 000 soldados argentinos.
Por fim, o Paraguai viu sua prosperidade econômica destruída e foi deixada em um atraso tecnológico, cultural e social que perdura até hoje.[carece de fontes?] Ele foi forçado a pagar enormes indenizações de guerra e a obter um empréstimo que levou muitas décadas para se instalar. Seu desenvolvimento industrial inicial desapareceu completamente.